# Бовоазен (Гар)
Бовоазен (фр. Beauvoisin) насеље је и општина у јужној Француској у региону Лангдок-Русијон, у департману Гар која припада префектури Ним.
По подацима из 2011. године у општини је живело 3.902 становника, а густина насељености је износила 140,26 становника/km². Општина се простире на површини од 27,82 km². Налази се на средњој надморској висини од 69 метара (максималној 128 m, а минималној 1 m).

## Демографија
| 1962. | 1968. | 1975. | 1982. | 1990. | 1999. | 2011. |
| ----- | ----- | ----- | ----- | ----- | ----- | ----- |
| 1.553 | 1.580 | 1.502 | 1.901 | 2.706 | 3.133 | 3.902 |

График промене броја становника у току последњих година